# Afranthidium villosomarginatum
Afranthidium villosomarginatum är en biart som beskrevs av Pasteels 1984. Afranthidium villosomarginatum ingår i släktet Afranthidium och familjen buksamlarbin. Inga underarter finns listade i Catalogue of Life.